# دانوفلوكساسين
دانوفلوكساسين Danofloxacin هو مضاد حيوي اصطناعي من زمرة الفلوروكوينولون .
الدانوفلوكساسين هو من الكوينولونات ذو طيف واسع النشاط مضاد للبكتريا. فهو يستخدم في علاج أمراض الجهاز التنفسي في الدجاج والأبقار والخنازير. وليس المقصود دانوفلوكساسين للاستخدام في الأبقار الحلوب المنتجة للحليب للاستهلاك البشري وليس في الدجاج البياض.

## الخواص

### الصفات الفيزيائية
مسحوق بللوري أبيض.

### الاسم العلمي
1-Cyclopropyl-6-fluoro-7-[(1S,4S)-3-methyl-3,6-diazabicyclo[2.2.1]heptan-6-yl]-4-oxoquinoline-3-carboxylic acid

### الصيغة الكيميائية
C19H20FN3O3

### الوزن الجزيئ
357.37 جم / مول

## الاستعمال الطبي
مضاد حيوي واسع الطيف، يستخدم في الطب البيطري لعلاج عدوى الجهاز التنفسي في الدجاج والبقر والخنازير.

## الجرعة
في الدجاج، يعطى الدواء مذابا في مياه الشرب، مع الأنظمة العلاجية الموصى بها تعطى 5 ملغ / كغ من وزن الجسم لمدة 3 أيام لعلاج الأنتامبيا كولاي، أمراض الجهاز التنفسي والأمراض الصدرية المزمنة المعقدة 

## آلية العمل
يَعملُ الدانوفلوكساسين على قَتل الجَراثيم التي تُسبِّب العدوى. ويفعل ذلك عن طريق تثبيط إنزيم يُسمَّى غيراز gyrase الحمض النَّووي الجُرثومي. ويشارك هذا الإنزيمُ في تكرُّر وإصلاح المادَّة الوراثيَّة (الدي أن إيه DNA) للجَراثيم؛ فإذا كان هذا الإنزيمُ لا يعمل، لا يمكن للجَراثيم إعادةَ إصلاح نفسها أو الانقسام والتَّكاثر، وبهذا يكافح الدَّواءُ العدوى الجُرثوميَّة ويُوقفها.

## الحركية الدوائية
لقد تلاحظ تأثير ارتفاع درجة حرارة الجسم المسبب بالسم البكتيرى لميكروب القولون المعدى على المسار الحركى لعقار الدانوفلوكساسين في دجاج التسمين.
تمت دراسة الحرائك الدوائية للدانوفلوكساسين في الدجاج المحموم السليم والمستحث تجريبيا بعد الحقن الوريدي والفموي في جرعة واحدة من 5 ملغ من وزن الجسم. وقد تم قياس تركيز الدانوفلوكساسين في البلازما باستخدام طريقة الفحص الميكروبيولوجي. وكانت تراكيز الدواء في البلازما أعلى بكثير في الدجاج المحموم مما كانت عليه في الأصحاء.